# Princeses del Regne Unit de la Gran Bretanya i d'Irlanda
El títol de princesa del Regne Unit de la Gran Bretanya i Irlanda (fins al 1922) i d'Irlanda del Nord (a partir de 1922) té el tracte d'altesa reial. És aplicat a les dones de la família reial britànica, essent per les esposes del prínceps de Gal·les, les filles dels prínceps del Regne Unit i les seves esposes. Especial menció mereix la casa reial de Hannover de la qual tots els seus descendents portaren aquest títol per naixement fins a l'any 1917.